# Xenaspis pictipennis
Xenaspis pictipennis är en tvåvingeart som först beskrevs av Walker 1849.  Xenaspis pictipennis ingår i släktet Xenaspis och familjen bredmunsflugor. Inga underarter finns listade i Catalogue of Life.